# Андрієнко Іван Денисович
Андрієнко Іван Денисович (1897, с-ще Комишня Полтавської губернії (нині смт Миргородського району Полтавської області)  — 8 грудня 1937, Новосибірська область) — український прозаїк Розстріляного відродження. Жертва сталінського терору.

## Біографія

### Ранні роки та освіта
Іван Денисович Андрієнко народився в 1897 році у селі Комишня, яке зараз знаходиться у Миргородському районі Полтавської області, Україна. У 1914 році він успішно склав екстерном іспит на звання народного вчителя. Наступного року, у 1915 році, Андрієнко добровольцем пішов до армії, де до кінця року отримав два Георгіївські хрести. У березні 1916 року він закінчив школу прапорщиків.

### Літературна кар'єра
У 1920-х роках Андрієнко працював редактором у журналі «Селянка України». Він був членом Харківського міськкому письменників і критикував офіційних літераторів за їх непрофесійність. В його творчості домінували національні мотиви. Він видав у Харкові такі книги, як «Колишні люди» (1926), «Живий крам» (1927), «Рибальська легенда» (1929), «Новий вітер» (1930), «Сила незборима» (1931), «Забутий острів» (1932), «Дельфінери» (1933).

### Арешт і вирок
4 січня 1934 року Андрієнко був заарештований з обвинуваченням у націоналізмі. 26 лютого 1934 року засуджений до 5 років ув'язнення. У серпні 1937 був повторно засуджений трійкою при колегії ДПУ УРСР за статтею 54-8-11 («участь у контрреволюційній терористичній групі та у проведенні шпигунської діяльності»), на цей раз до найвищої міри покарання — розстрілу. Дата розстрілу — 8 грудня 1937 року. Вирок виконано в тюрмі у Новосибірській області.

### Цитата з листа
Під час ув'язнення Андрієнко написав листа своїй дружині, в якому зазначив: «Друкуватися під час перебування в таборі я навряд чи зможу. Це вже ти будеш потроху друкуватися, а я тобі допомагатиму… Зараз от тільки погано: зупинилася моя праця. Я не те, що працювати — виспатися не маю часу. Підйом о 4-й ранку. Вдягання і сніданок, а о 6-й вже на городі. Потім перерва на обід і знову працюємо до 8-ї години вечора. Потім вечеря… Взимку працюємо тільки по 8 годин».

### Реабілітація
30 листопада 1956 року Іван Денисович Андрієнко був реабілітований, і з нього знято ярлик «ворога народу».

### Особисті дані
Місце проживання: Українська РСР, м. Харків, Основа, Шевченківська, 78. Партійність: безпартійний.

### Архівні дані
- Дата арешту: 4 січня 1934 р.
- Орган засудження: трійка при колегії ДПУ УРСР
- Стаття: 54-8-11 («участь у контрреволюційній терористичній групі та у проведенні шпигунської діяльності»)
- Вирок: 5 років ВТТ
- Архівна справа: 023019
- Джерела даних: БД «Жертви політичного терору в СРСР»; База даних жертв репресій Харківської обл. (Україна)